# Abakus (arhitektura)
Abakus (iz grškega abax (ἄβαξ) mizna plošča in abakion, latinsko abacus) se nanaša na kvadratno ploščo v antični arhitekturi, zlasti na kvadratno pokrivno ploščo kapitela. Pokrivna plošča tvori zgornji konec kapitela in s tem celotnega stebra. Arhitrav je običajno nameščen na vrhu abakusa.
V dorskem redu stebrov stranski robovi abakusa potekajo pravokotno na tla, je raven in nestrukturiran. V nasprotju s sodobno arhitekturno terminologijo Vitruvij krovne plošče dorskega kapitela ne opisuje kot abakus, ampak kot podstavek.
V jonskih in korintskih je abakus rahlo profiliran z utorom in robom.
Kapiteli korintskega reda in sestavljeni kapitel imata stranice abakusa konkavno ukrivljene. V središču vsake od štirih strani korintskega kapitela je cvet ali rozeta, cvet abakusa.
Uporaba abakusa je norma v antiki in arhitekturnih slogih, ki so ga posnemali, medtem ko so ga v zgodnjekrščanski ali bizantinski arhitekturi pogosto nadomestili z bojnim nastavkom. V srednjem veku lahko abakus brez zamenjave tudi izpustimo.
Pri protodorskem stebru nečlenjeni abakus nadomesti celoten kapitel. Takšen steber imenujemo tudi steber abakusa.
- Egipčanski steber abakusa
- Dorski stebri z abakusom v Pestumu (Italija)